# Національний парк Канченджанґа
Національний парк Канченджанґа (англ. Khangchendzonga National Park) — національний парк та біосферний заповідник, розташований на північному заході індійського штату Сіккім, в округах Північний Сіккім, Південний Сіккім і Західний Сіккім, примикаючи до кордону з Непалом.
Парк був створений в 1977 році для охорони високогірного гімалайського ландшафту, що включає третю за висотою вершину світу, Канченджанґу, а також льодовики району цієї гори. Найбільший з них — льодовик Зему завдовжки 25 км. Інші льодовики на території парка — Талунґ, Тоншіонґ, Південний Сімоо, Умарам-Канґсе і Джумтул-Пук, що живлять річку Талунґ.
Парк розташований на висотах від 1829 до 8585 м. Площа парку становить 1784 км², займаючи майже чверть території штату. Вся територія парку належить до басейну річки Тісти, найбільшої річки Сіккіму. На території парку починається велика права притока Тісти, Зему, а також один з витоків річки Ранґіт, найбільшої притоки Тісти.
Територія парку із заходу виходить до кордону з Непалом (на якій розташована гора Канченджанґа), цілком охоплює масив Сіміолчу (найвища точка 6887 м), і від нього на південний схід мовою доходить до Тісти в районі Міанґа.
У парку є багато водоспадів, найбільший з яких (на одній з приток у верхів'ях річки Ранґйонґ, одного з двох витоків Талунґа) має висоту близько 160 м.

## Флора
Парк розташований в трьох кліматичних зонах, що відповідають висотним поясам: широколистяні ліси до висоти 2700 м, змішані і хвойні ліси до 3650 м, та високогірні тундри і пустелі на висотах понад 3650 м над рівнем моря.
У змішаних лісах переважають ялина, ялиця, ялівець, клен і бамбук.

## Фауна
У паренні мешкають кілька рідкісних видів ссавців, серед яких сніговий барс і мала панда. Тут зафіксовано 550 видів птахів і більше 600 видів метеликів.

## Використання ресурсів
Уряд Сіккіму в 2007 році оголосив про плани будівництва 26 гідроелектростанцій в басейні Тісти. Чотири заплановані водосховища мають знаходитися на території парку. Хоча уряд стверджує, що будівництво не вплине на екологію парка, плани викликали широкий суспільний протест.

## Інфраструктура
Головний офіс парку знаходиться в Ґанґтокі, поза його територією. Найближчі міста — Манґан (на південному сході від парку) і Чунґтан, суспільного транспорту в парку немає. Пересування по території парку суворо регулюється, дозволені туристичні походи тільки по спеціально розроблених маршрутах. Дозволи на трекінг видаються тільки групам не менших за чотирьох чоловік.